# Clarence Petersen de la Motte

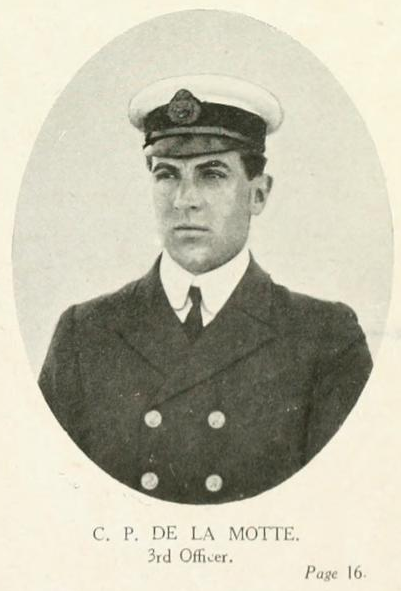
Fotografía de Clarence Peterson de la Motte.

Clarence Petersen de la Motte (1892 - desconocida), llamado C. P. de la Motte, fue un marino originario de Bulli, Nueva Gales del Sur, Australia. Durante el comienzo de su carrera, trabajó a bordo del bricbarca de Nueva Zelanda Northern Chief y el barco a vapor Warrimoo. Desde 1911 hasta 1914, durante la Expedición Antártica Australiana, fue el tercer oficial a bordo del  SY Aurora, a las órdenes de John King Davis. El comandante de la expedición Douglas Mawson denominó Cabo De la Motte, en la Tierra de Jorge V, en su honor. En 1916 De la Motte se enlistó nuevamente en el Aurora, y fue el primer oficial a bordo durante el rescate del equipo del mar de Ross de la Expedición Imperial Transantártica, acción por la cual se le otorgó la Medalla Polar.